# Grandmesnil
Grandmesnil, pseudonimo di Jean-Baptiste Fauchard (Parigi, 19 marzo 1737 – Parigi, 24 maggio 1816), è stato un attore teatrale e drammaturgo francese.

## Biografia
All'inizio fu un avvocato nel parlamento di Parigi, poi consigliere dell'Ammiragliato, si scagliò contro il  Parlamento Maupeou e lasciò la Francia nel 1771. Rifugiatosi a Bruxelles, si diede agli interessi teatrali che aveva sempre coltivato e recitò in diversi ruoli di servitore. Ritornato in Francia alcuni anni dopo, recitò a Marsiglia e poi a Bordeaux, dove interpretò finanzieri e "rôles à manteau".
Il 31 agosto 1790, debuttò alla Comédie-Française (diventando socio nel 1792), da cui si ritirò il 21 marzo 1811. Grandmesnil fu considerato come uno dei migliori interpreti di Molière e particolarmente eccelso nei ruoli di Arnolfo e Arpagone. La distinzione delle sue maniere e la costante regolarità del suo stile di vita erano molto apprezzate e nel 1796 fu chiamato all'Académie des Beaux-Arts de l'Institut de France, in quel tempo in stato di costituzione, nella classe di letteratura e belle arti.

## Opere
Grandmesnil scrisse due commedie, anche se non vennero mai rappresentate durante la sua vita.
- Le Savetier joyeux (1759)
- Tant pis pour elles, tant pis pour eux et tant mieux pour eux, tant mieux pour elles, ou le Voyage impromptu (1760)